# Saint-Louet-sur-Vire
Saint-Louet-sur-Vire ist eine französische Gemeinde mit 209 Einwohnern (Stand: 1. Januar 2022) im Département Manche in der Region Normandie. Sie gehört zum Arrondissement Saint-Lô und zum Kanton Condé-sur-Vire.

## Lage
Sie grenzt im Norden und Osten an Torigny-les-Villes, im Südwesten an Beuvrigny und im Westen an Domjean. Das Gemeindegebiet wird vom Flüsschen Jacre mit seinen Zuflüssen durchquert.

## Bevölkerungsentwicklung
| Jahr      | 1962 | 1968 | 1975 | 1982 | 1990 | 1999 | 2008 | 2018 |
| --------- | ---- | ---- | ---- | ---- | ---- | ---- | ---- | ---- |
| Einwohner | 228  | 220  | 181  | 184  | 196  | 172  | 188  | 206  |

## Sehenswürdigkeiten

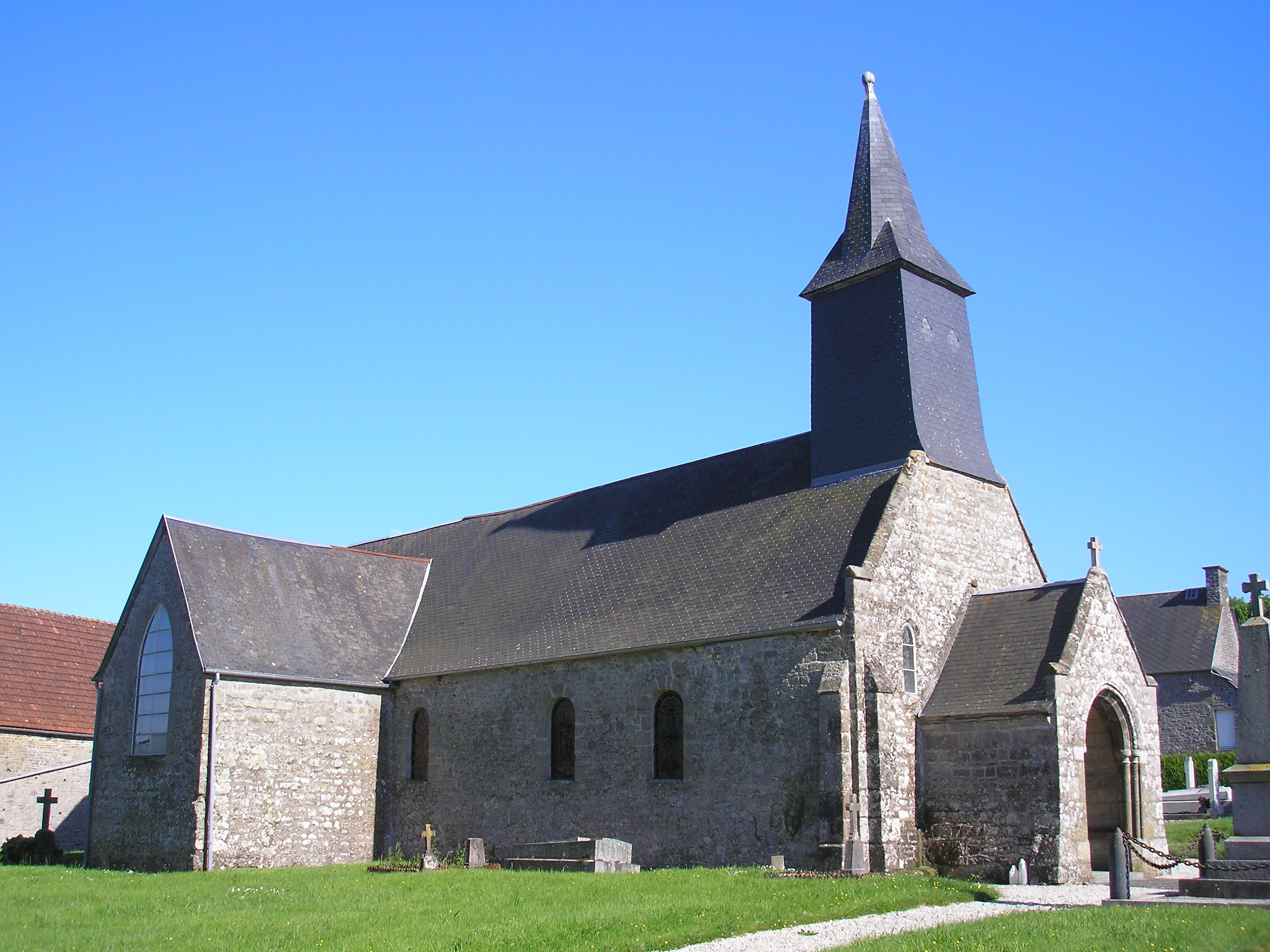
Kirche Saint-Louet

- Kirche Saint-Louet